# Jökull Ingason Elísabetarson
Jökull Ingason Elísabetarson (26 aprile 1984) è un allenatore di calcio ed ex calciatore islandese, di ruolo centrocampista, tecnico del Stjarnan.

## Carriera

### Club
Dopo 5 anni con il KR, società della capitale islandese con cui è cresciuto, si trasferisce al Víkingur per un anno, prima di approdare ai campionati universitari statunitensi. Nel 2008 infatti è all'Università della Carolina del Nord a Greensboro. Da qui prima muove verso la lega di sviluppo dei campionati statunitensi con i Carolina Dynamo e successivamente viene scelto come cinquantaduesimo assoluto nel draft dai Chicago Fire, che tuttavia non gli offrono un contratto. Torna dunque al Víkingur in Islanda per la stagione 2009. Nel 2010 si accasa al Breiðablik Kópavogur con cui marca 15 presenze e 2 reti, conquistando il campionato di calcio islandese, primo nella storia della società.

### Nazionale
Con la nazionale Under-21 islandese ha marcato 2 presenze senza segnare reti.